# Biniville
Biniville település Franciaországban, Manche megyében. Lakosainak száma 116 fő (2022. január 1.). Biniville Colomby, Golleville, Hautteville-Bocage és Sainte-Colombe községekkel határos.

## Népesség
A település népességének változása:
| Lakosok száma | 89   | 105  | 95   | 92   | 114  | 116  | 114  | 113  | 113  | 116  |
|               | 1968 | 1982 | 1990 | 2006 | 2013 | 2015 | 2017 | 2019 | 2020 | 2022 |